# Ruta de Illinois 73
La Ruta de Illinois 73, y abreviada IL 73 (en inglés: Illinois Route 73) es una carretera estatal estadounidense ubicada en el estado de Illinois. La carretera inicia en el oeste desde la US 52  , IL 64   en Lanark hacia el este en la frontera con Wisconsin. La carretera tiene una longitud de 47,2 km (29.32 mi).

## Mantenimiento
Al igual que las autopistas interestatales, y las rutas federales y el resto de carreteras estatales, la Ruta de Illinois 73 es administrada y mantenida por el Departamento de Transporte de Illinois por sus siglas en inglés IDOT.